# Campeonato Sudamericano de Voleibol Femenino Sub-20 de 2000
La XV edición del Campeonato Sudamericano de Voleibol Femenino Sub-20 se llevó a cabo del 05 al 10 de octubre en el departamento de Medellín, Colombia. Los equipos nacionales compitieron por un cupo para el Campeonato Mundial de Voleibol Femenino Sub-20 de 2001 a realizarse en República Dominicana. 

## Campeón
| Brasil            |
| Campeón           |
| Brasil 11º título |

## Clasificación final
| Pos | Equipo    |
| --- | --------- |
| 1   | Brasil    |
| 2   | Argentina |
| 3   | Venezuela |
| 4   | Perú      |
| 5   | Colombia  |

| Predecesor: Argentina 1998 | Campeonato Sudamericano de Voleibol Femenino Sub-20 Colombia 2000 | Sucesor: Bolivia 2002 |

- Datos: Q2948986